# Двигун Toyota AZ
| Toyota AZ                      | Toyota AZ                                      |
| ------------------------------ | ---------------------------------------------- |
|                                |                                                |
| Виробник:                      | Toyota                                         |
| Марка:                         | Toyota AZ                                      |
| Тип:                           | Чотирициліндровий двигун                       |
| Робочий об'єм:                 | - 2.0 л (1998 см3) - 2.4 л (2362 см3) см3      |
| Максимальна потужність:        | 108–179 кВт (145–240 к.с.) кВт                 |
| Максимальний обертовий момент: | 190–325 Н⋅м (140–240 фунт⋅фут) Н·м             |
| Хід поршня:                    | - 86 мм (3.39 дюйма) - 96 мм (3.78 дюйма) мм   |
| Діаметр циліндра:              | - 86 мм (3.39 дюйма) - 88.5 мм (3.48 дюйма) мм |
| Охолодження:                   | рідинне охолодження                            |
| Матеріал блоку циліндрів:      | алюміній                                       |
| Матеріал ГБЦ:                  | алюміній                                       |
| Рекомендоване паливо:          | Бензин                                         |

Сімейство двигунів Toyota AZ — рядні чотирипоршневі двигуни. У серії AZ використовується алюмінієвий блок двигуна з чавунними гільзами циліндрів і алюмінієвою головкою блоку циліндрів DOHC. Ця серія двигунів має багато передових технологій, включаючи камери згоряння з похилим хлюпанням, зміщені циліндри та кривошипно-шатунні центри, а також систему безперервного регулювання фаз газорозподілу впускного клапана VVT-i. Алюмінієвий двигун розміром 626 мм довжини, 608 мм ширини та 681 мм висоти.
Блок циліндрів — литий під тиском алюмінієвий блок із відкритою поверхнею, серединою, з литими чавунними вкладишами, нижньою частиною картера з литого алюмінію та штампованим масляним піддоном. Колінчастий вал з кованої сталі повністю збалансований вісьмома противагами та підтримується п'ятьма корінними підшипниками. Гвинтова шестерня, затиснута в противазі № 3, приводить у рух подвійні балансувальні вали, що обертаються протилежно, у корпусі вала в нижній частині картера.

## 1AZ
Лінійка двигунів 1AZ має 2,0 л (1 998 см3) переміщення.

### 1AZ-FE
1AZ-FE – це 2,0 л (1 998 см3) версія. Вихід 108 кВт (145 к. с.) при 6000 об / хв зі 190 Н⋅м (140 фунт⋅фут) крутного моменту при 4000 об/хв для версії Camry Aurion. Двигуни Rav4 та Ipsum мали оцінку 148—150 к. с. (110—112 кВт) при 6000 об / хв і 142 фунт⋅фут (193 Н⋅м) крутного моменту при 4000 об/хв.
1AZ має загальний робочий об'єм 2,0 л (1 998 см3) з 86 мм × 86 мм (3,39 дюйм × 3,39 дюйм) діаметр циліндрів і хід поршня, а також ступінь стиснення 9,6:1.
- 2002-2006 Toyota Camry (Південно-Східна Азія/Тайванська версія)
- 2006–2009 Toyota Camry (Aurion версія)
- 2000–2003 Toyota RAV4
- 2003-2006 Toyota RAV4 Euro
- 2001–2009 Toyota Ipsum
- 2004–2008 Toyota Wish (Південно-Східна Азія/Тайванська версія)

### 1AZ-FSE
1AZ-FSE – це 2,0 л (1 998 см3) версія. Діаметр і хід 86 мм × 86 мм (3,39 дюйм × 3,39 дюйм) і ступінь стиснення 11,0:1. Вихід 149 PS (110 кВт; 147 к. с.) при 5700 об / хв з 196 Н⋅м (145 фунт⋅фут) крутного моменту при 4000 об/хв. 1AZ-FSE оснащений системою прямого впорскування Toyota D-4.
- Toyota Avensis
- Toyota Avensis Verso
- Toyota Noah/Voxy
- Toyota RAV4
- Toyota Gaia
- Toyota Isis
- Toyota Ipsum
- Toyota Caldina
- Toyota Wish
- Toyota Nadia
- Toyota Allion
- Toyota Premio
- Toyota Opa

## 2AZ
Лінійка двигунів 2AZ має 2,4 л (2 362 см3) переміщення.

### 2AZ-FE
2AZ-FE — це 2,4 л (2 362 см3) версія, виготовлена в Японії (завод Kamigo і корпорація Toyota Industries), на заводі TMMK у США, а також виготовлена в Китаї для окремих моделей Scion xB, а також в Австралії, має загальний робочий об’єм 2,4 л (2 362 см3) з 88,5 мм × 96 мм (3,48 дюйм × 3,78 дюйм) діаметр і хід, зі ступенем стиснення 9,6:1. Вихід 160 к. с. (119 кВт) при 5600 обертів на хвилину; 220 Н⋅м (162 фунт⋅фут) крутного моменту при 4000 об/хв.
Пізніші версії двигуна 2AZ-FE були модернізовані зі ступенем стиснення 9,8:1, дещо агресивнішим профілем впускного кулачка, 6500 червона лінія обертів на хвилину та поршневі масляні бризки. Ці пізніші версії оцінені як 161 к. с. (120 кВт) у Scion tC, 177 к. с. (132 кВт) у RAV4 і 158 к. с. (118 кВт) у Camry, Corolla XRS, Scion xB і 170 к. с. (127 кВт) для Previa/Estima/ Alphard.
Вироблені в Японії автомобілі Toyota з двигуном 2AZ-FE оснащувалися коробкою передач K112, також відомою як 7-ступінчаста автоматична Super CVT-i (Seven-speed Sequential Shiftmatic) з жовтня 2005 року
 
- 2002–2011 Toyota Camry в Австралії. ACV40R
- 2009–2011 Toyota Matrix S (USA)/XR (Канада)/XRS
- 2009–2010 Pontiac Vibe
- 2009–2010 Toyota Corolla XRS (2011-2013 тільки в Мексиці та Канаді)
- 2002–2008 Toyota Camry Solara
- 2004–2012 Toyota RAV4
- 2000–2007 Toyota Highlander/Kluger
- 2000−2013 Toyota Harrier
- 2000-2019 Toyota Estima /  Toyota Previa / Toyota Tarago
- 2001-2010 Toyota Ipsum
- 2002−2015 Toyota Alphard
- 2008−2015 Toyota Vellfire
- 2006−2012 Toyota Blade
- 2003-2009 Toyota Avensis
- 2005–2010 Scion tC
- 2008–2015 Scion xB
- 2007-2013 Toyota Mark X ZiO

### 2AZ-FSE
2AZ-FSE – це 2,4 л (2 362 см3) версія. Діаметр і хід 88,5 мм × 96 мм (3,48 дюйм × 3,78 дюйм) і ступінь стиснення 11,0:1. Вихід 163 PS (120 кВт; 161 к. с.) при 5800 об/хв з 231 Н⋅м (170 фунт⋅фут) крутного моменту при 3800 об/хв. 2AZ-FSE оснащений системою прямого впорскування Toyota D-4.
 
- Toyota Avensis

### 2AZ-FXE
2AZ-FXE — це варіант 2AZ-FE за циклом Аткінсона. Він має той самий діаметр і хід, але впускний кулачок і поршні унікальні. Він має фізичний коефіцієнт стиснення 12,5:1.
Велике перекриття клапанів призводить до зменшення заряду циліндра та зниження крутного моменту та вихідної потужності, але ефективність підвищується. Ця комбінація робить 2AZ-FXE придатним для використання лише в гібридних автомобілях, де максимальний крутний момент і потужність можуть бути задоволені електродвигуном і акумулятором.
Максимальна потужність при використанні в гібриді Camry становить 211 к. с. (157 кВт; 214 PS) на 6000 об/хв з 257 Н⋅м (190 фунт⋅фут) крутного моменту при 4400 об/хв.
 
- 2003–2014 Toyota Alphard Гібрид
- Toyota Estima Гібрид
- 2007–2011 Toyota Camry Hybrid AHV40
- 2010–2014 Lexus HS 250h
- 2009– Toyota Sai